# Test de Hinsberg
Le test de Hinsberg est un test chimique pour l'identification des amines primaires, secondaires et tertiaires. La réaction a été décrite pour la première fois par Oscar Hinsberg en 1890,. Dans ce test, la substance à tester est bien mélangée avec le réactif de Hinsberg (chlorure de benzènesulfonyle, C6H5SO2Cl) en présence d'alcali aqueux (soit KOH, soit NaOH).
- Une amine primaire formera un sulfonamide soluble dans ce milieu alcalin. L'acidification du milieu conduit à sa précipitation.
- Une amine secondaire dans la même réaction formera directement un sulfonamide insoluble. L'acidification du milieu ne modifie pas cette insolubilité.
- Une amine tertiaire ne réagira pas avec le chlorure de benzènesulfonyle et restera insoluble. Après addition d'acide dilué, cette amine insoluble est convertie en un sel d'ammonium soluble.

De cette manière, la réaction peut distinguer les trois types d'amines.
Les amines tertiaires sont capables de réagir avec le chlorure de benzènesulfonyle dans diverses conditions. Le test décrit ci-dessus n'est pas absolu. Le test de Hinsberg pour les amines n'est valable que lorsque la vitesse de réaction, la concentration, la température et la solubilité sont prises en compte .

## Réactions
Les amines servent de nucléophiles en attaquant l'électrophile chlorure de sulfonyle, en déplaçant le chlorure.
Les sulfamides résultant des amines primaires et secondaires sont peu solubles et précipitent sous forme de solides à partir de la solution.
PhSO2Cl + 2RR'NH → PhSO2NRR' + [RR'NH2+]Cl−
Pour les amines primaires (R' = H), le sulfonamide initialement formé est déprotoné par une base pour donner un sel de sulfonamide soluble dans l'eau (Na[PhSO 2 NR]).
PhSO2N(H)R + NaOH → Na+[PhSO2NR−] + H2O
Les amines tertiaires favorisent l'hydrolyse du groupe fonctionnel chlorure de sulfonyle, qui donne des sels de sulfonate solubles dans l'eau.
PhSO2Cl + R3N + H2O → R3NH+[PhSO3-] + HCl